# Bula de Oro de Rieti
La Bula de Oro de Rieti, también conocida como Pietati proximum, fue una bula promulgada por el Papa Gregorio IX en el año 1234, que reconoció y consolidó la dominación de la Orden Teutónica sobre las Tierras del Chełmno y cualquier otro territorio conquistado por la esa Orden dentro de Prusia, a la vez que declaraba que dichas tierras estaban sujetas únicamente a la autoridad del Papa y no a un feudo de cualquier otro poder secular o eclesiástico.
Esta Bula, que fue la oficialización de una promesa verbal por parte de Hermann von Salza entre agosto y septiembre de 1230, fue nuevamente rubricada por el Papa Alejandro IV en 1257.
Debido a la mutua desconfianza entre el Emperador del Sacro Imperio Romano Germánico, Federico II Hohenstaufen, y  el Papa Gregorio IX, y al poder desmedido que esa desconfianza —materializada en dádivas, licencias y autoridad sobre tierras de uno y otro— le otorgaba al Gran Maestre de la Orden Teutónica (poder incrementado luego de la Bula de Oro de Rímini), la bula nunca llegó a efectivizarse.